# Мария-Магдалена
Мария-Магдалена — остров в архипелаге Лас-Трес-Мариас в Мексике, штат Наярит, муниципалитет Сан-Блас.
Находится в почти 100 километрах от материковой части страны. Является вторым по величине островом архипелага, площадь - 70 км. кв. Высочайшая точка острова 457 м над уровнем моря. Северо-восточней находится остров Мария-мадре. Климат субтропический. Постоянного населения не имеет. 
Остров открыл Диего Уртадо де Мендоса, двоюродный брат Эрнана Кортеса в 1532 г. 